# Krommers en fitsen

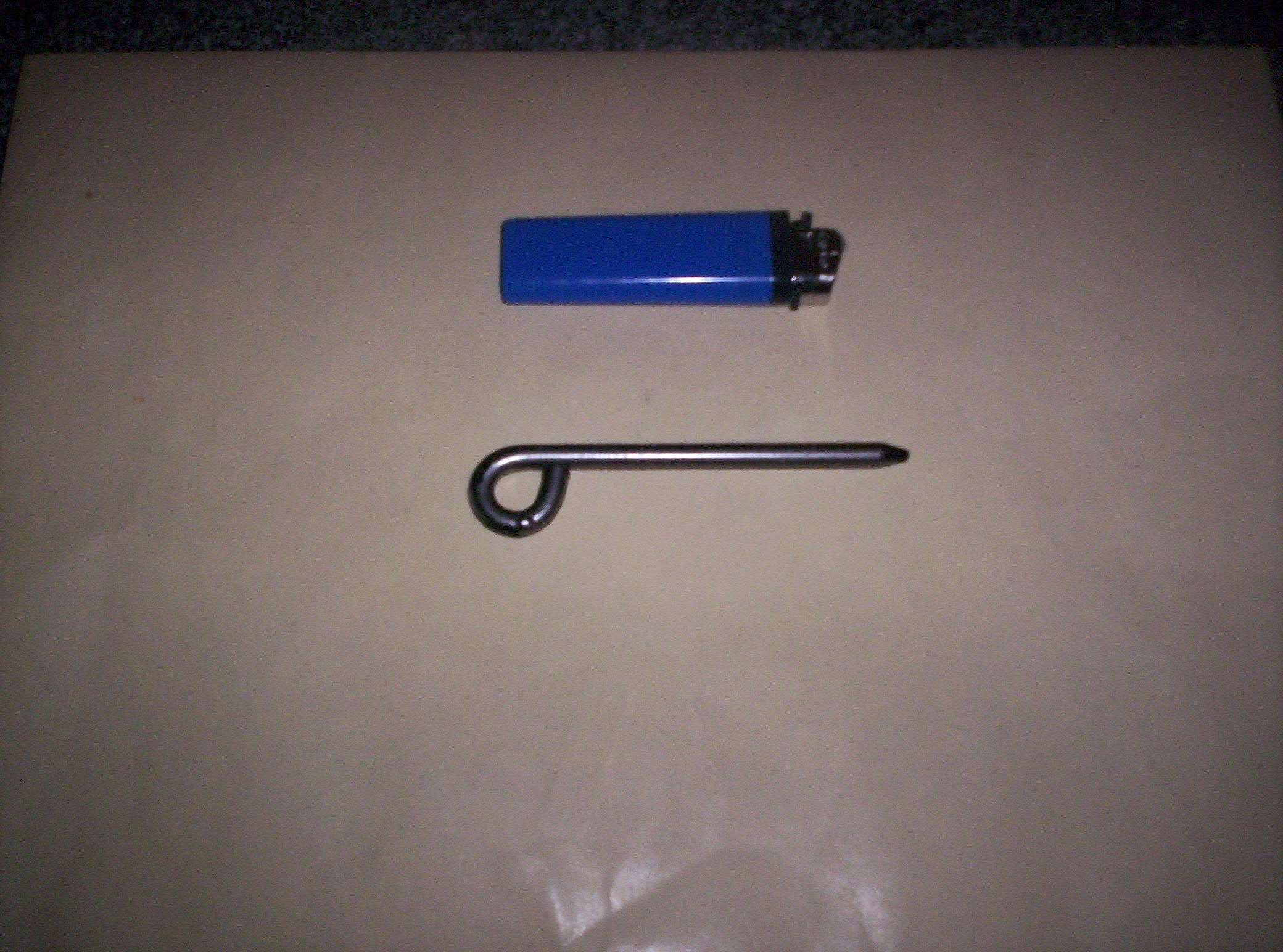
Een Duitse krommer, met een aansteker voor de schaal

Krommers en fitsen zijn onderdelen waarmee decorstukken stevig aan elkaar kunnen worden gemaakt. Fitsen bestaan uit twee delen, het ene deel is bevestigd aan het ene decorstuk, de 'contra' zit aan het andere deel van het decor of aan een schoor (schraag). Door middel van het insteken van een krommer worden beide fitsen met elkaar verbonden. Bij voorkeur worden scharnieren met een geplooid blad gebruikt, deze worden vaak Duitse fitsen genoemd. Buiten het theater om heten fitsen gewoon halve scharnieren, de krommer is dan een aan de kop omgebogen spijker. Omdat sommige spijkers te dun zijn om een stevige verbinding te maken worden deze na het ombuigen nogal eens krom geslagen, zodat ze beter passen, vandaar de naam. Het gebruik van zelf gebogen krommers komt niet meer zo vaak voor, sinds de jaren 80 van de vorige eeuw wordt er meer gebruik gemaakt van zogenaamde Duitse krommers. Duitse krommers zijn fabrieksmatig gemaakte scharnierpennen met een oog eraan, deze kunnen gewoon bij de ijzerhandel gekocht worden. Voordeel is dat men niet op zoek hoeft naar de juiste maat spijkers, ze niet hoeft om te buigen en bij gebruik de handen gespaard worden. 
Na afloop van de voorstelling zijn de krommers ook weer snel en zonder gereedschap te verwijderen, waarna het decor weer terug kan naar de opslag of naar de vrachtwagen.  

## Zilveren/Gouden Krommer
Iemand die 25 jaar in het theatertechnische vak zit kan worden voorgedragen voor een 'Zilveren krommer'. Dit is een zilveren reversspeld in de vorm van een spijker waarvan de kop is omgebogen. Na 40 jaar verdienste komt dan de 'Gouden 'Krommer'.
De speld wordt aangevraagd bij de Vereniging van Schouwburg en Concertzaal Directeuren VSCD

## Bron
Theaterinrichting en bijbehorende termen